# Dugački ispružač palca (noga)
Dugački ispružač palca (lat. musculus extensor hallucis longus) je mišić prednje strane potkoljenice. Mišić inervira lat. nervus peroneus profundus.

## Polazište i hvatište
Mišić polazi s međukoštane opne (lat. membrana interossea cruris) i unutarnje strane lisne kosti, prema dolje i hvata se za srednji (lat. phalanx media) i distalni (lat. phalanx distalis) članak nožnog palca. 